# Liste der Down-Beat-Poll-Sieger der 2020er Jahre
Dies ist eine Liste der Poll-Gewinner (Leser/Readers Poll und Kritiker/Critics Poll) der Zeitschrift Down Beat in den 2020er Jahren.

## 2020

### Kritiker-Poll
Gelistet sind die Ergebnisse der 68. jährlichen Down Beat Critics-Poll (Rising Star in Klammern)
- Hall of Fame: Jimmy Heath, Carmen McRae, Mildred Bailey
- Jazzmusiker des Jahres: Terri Lyne Carrington (Shabaka Hutchings)
- Arrangeur: Maria Schneider (Sullivan Fortner)
- Komponist: Maria Schneider (J. D. Allen III)
- Big Band: Maria Schneider Orchestra (Ralph Peterson’s Gen-Next Big Band)
- Jazz-Gruppe: Terri Lyne Carrington Social Science (Shabaka and the Ancestors)
- Jazz-Album: Terri Lyne Carrington – Waiting Game (Motéma)
- Produzent: Manfred Eicher (Makaya McCraven)
- Label: ECM Records
- Sängerin: Cécile McLorin Salvant (Veronica Swift)
- Sänger: Gregory Porter (Leslie Odom Jr.)
- Trompete: Ambrose Akinmusire (Jaimie Branch)
- Posaune: Wycliffe Gordon (Nick Finzer)
- Sopransaxophon: Jane Ira Bloom (Yuval Cohen)
- Altsaxophon: Rudresh Mahanthappa (Lakecia Benjamin)
- Tenorsaxophon: Charles Lloyd (James Brandon Lewis)
- Baritonsaxophon: James Carter (Josh Sinton)
- Klarinette: Anat Cohen (Aurora Nealand)
- Flöte: Nicole Mitchell (Anna Webber)
- Piano: Kenny Barron / Kris Davis (gleiche Stimmenanzahl), Rising Star: Aaron Diehl
- Keyboard: Herbie Hancock (Zaccai Curtis)
- Orgel: Joey DeFrancesco (Akiko Tsuruga)
- Gitarre: Mary Halvorson (Lage Lund)
- Bass: Christian McBride (Ben Street)
- E-Bass: Steve Swallow (Tal Wilkenfeld)
- Violine: Regina Carter (Sarah Bernstein)
- Schlagzeug: Brian Blade (Makaya McCraven)
- Perkussion: Zakir Hussain (Chad Taylor)
- Vibraphon: Stefon Harris (Sasha Berliner)
- Selten gespieltes Instrument: Tomeka Reid, Geige (Brandee Younger, Harfe)
- Beyond Artist/Group: Dr. John
- Blues-Künstler oder Gruppe: Gary Clark junior
- Historisches Album des Jahres: John Coltrane:  Blue World (Impulse!)
- Blues-Album des Jahres: Robert Cray: That’s What I Heard (Nozzle/ThirtyTigers)
- Beyond Album: Bill Frisell: Harmony.

### Leser-Poll
- Hall of Fame: George Benson
- Jazz Artist: Christian McBride
- Jazz Group: Chick Corea Trilogy
- Big Band: Jazz at Lincoln Center Orchestra
- Jazz Album: Pat Metheny, From This Place (Nonesuch)
- Historical Album: John Coltrane, Blue World (Impulse)
- Trompete: Wynton Marsalis
- Posaune: Trombone Shorty
- Sopransaxophon: Branford Marsalis
- Altsaxophon: Lee Konitz
- Tenorsaxophon: Chris Potter
- Baritonsaxophon: James Carter
- Klarinette: Anat Cohen
- Flöte: Hubert Laws
- Piano: McCoy Tyner
- Keyboard: Herbie Hancock
- Orgel: Joey DeFrancesco
- Gitarre: Pat Metheny
- Kontrabass: Christian McBride
- E-Bass: Marcus Miller
- Geige: Regina Carter
- Schlagzeug: Brian Blade
- Perkussion: Poncho Sanchez
- Vibraphon: Stefon Harris
- Verschiedene Instrumente: Béla Fleck (Banjo)
- Sängerin: Diana Krall
- Sänger: Kurt Elling und Gregory Porter (Stimmengleichzahl)
- Komponist: Maria Schneider
- Arrangeur: Maria Schneider
- Plattenlabel: Blue Note Records
- Blues-Künstler oder Gruppe: Buddy Guy
- Blues Album: Robert Cray, That’s What I Heard (Nozzle/Thirty Tigers)
- Beyond Artist oder Gruppe: Jeff Beck
- Beyond Album: Bill Frisell, Harmony (Blue Note)[2]

## 2021

### Kritiker-Poll
Gelistet sind die Ergebnisse der 69. jährlichen Down Beat Critics-Poll (Rising Star in Klammern)
- Hall of Fame: Carla Bley, Booker Little, Yusef Lateef
- Jazzmusiker des Jahres: Chick Corea (Gerald Clayton)
- Arrangeur: Maria Schneider (Stefon Harris)
- Komponist: Maria Schneider (Melissa Aldana)
- Big Band: Maria Schneider Orchestra (Chicago Jazz Philharmonic, geleitet von Orbert Davis)
- Jazz-Gruppe: Charles Lloyd & The Marvels (Gerald Clayton Trio)
- Jazz-Album: Maria Schneider – Data Lords (ArtistShare)
- Produzent: Manfred Eicher (Kris Davis/David Breskin)
- Label: Blue Note Records
- Sängerin: Cécile McLorin Salvant (Thana Alexa)
- Sänger: Kurt Elling (Jacob Collier)
- Trompete: Ambrose Akinmusire (Adam O’Farrill)
- Posaune: Michael Dease (Samuel Blaser)
- Sopransaxophon: Jane Ira Bloom (Wayne Escoffrey)
- Altsaxophon: Rudresh Mahanthappa (Immanuel Wilkins)
- Tenorsaxophon: Charles Lloyd (Nubya Garcia)
- Baritonsaxophon: Gary Smulyan (Alex Harding)
- Klarinette: Anat Cohen (Angel Bat Dawid)
- Flöte: Nicole Mitchell (Shabaka Hutchings)
- Piano: Chick Corea (Nik Bártsch)
- Keyboard: Chick Corea (Jacob Collier)
- Orgel: Dr. Lonnie Smith (Cory Henry)
- Gitarre: Mary Halvorson (Nir Felder)
- Bass: Christian McBride (Reuben Rogers)
- E-Bass: Steve Swallow (Jeff Denson)
- Violine: Regina Carter (Tomoko Omura)
- Schlagzeug: Brian Blade (Tomas Fujiwara)
- Perkussion: Zakir Hussain (Richie Flores)
- Vibraphon: Joel Ross (Ches Smith)
- Selten gespieltes Instrument: Tomeka Reid, Cello (Brian Landrus, Bassklarinette)
- Beyond Artist/Group: Rhiannon Giddens
- Blues-Künstler oder Gruppe: Shemekia Copeland
- Historisches Album des Jahres: Thelonious Monk:  Palo Alto (Live at Palo Alto High School/Ca 1968) (Impulse!)
- Blues-Album des Jahres: Shemekia Copeland: Uncivil War (Alligator)
- Beyond Album: Floating Points,  Pharoah Sanders & The London Symphony Orchestra: Promises (Luaka Bop)

### Leser-Poll
- Hall of Fame: Roy Hargrove[4]
- Artist of the Year: Chick Corea
- Jazz Group: Chick Corea Trio
- Big Band: Maria Schneider Orchestra
- Jazz-Album: Maria Schneider, Data Lords (Artist Share)
- Historical Album: John Coltrane, Blue World (Impulse)
- Trompete: Ambrose Akinmusire
- Posaune: Trombone Shorty
- Sopransaxophon: Branford Marsalis
- Altsaxophon: Kenny Garrett
- Tenorsaxophon: Chris Potter
- Baritonsaxophon: James Carter
- Klarinette: Anat Cohen
- Flöte: Hubert Laws
- Piano: Chick Corea
- Keyboard: Chick Corea
- Orgel: Joey DeFrancesco
- Gitarre: Pat Metheny
- Bass: Christian McBride
- E-Bass: Stanley Clarke
- Geige: Regina Carter
- Schlagzeug: Brian Blade
- Perkussion: Poncho Sanchez
- Vibraphon: Stefon Harris
- Selten gespieltes Instrument: Béla Fleck (banjo)
- Sängerin: Cécile McLorin Salvant
- Sänger: Kurt Elling
- Komponist: Maria Schneider
- Arrangeur: Maria Schneider
- Musiklabel: Blue Note Records
- Blues-Künstler oder Gruppe: Buddy Guy
- Blues Album: Elvin Bishop & Charlie Musselwhite, 100 Years of Blues (Alligator)
- Beyond Artist or Group: Bob Dylan
- Beyond Album: Bob Dylan, Rough and Rowdy Ways (Columbia)

## 2022

### Kritiker-Poll
- Jazz-Künstler des Jahres: Jon Batiste
- Hall of Fame: Geri Allen
- Jazz Album: James Brandon Lewis Red Lily Quintet, Jesup Wagon (Tao Forms)
- Historisches Jazzalbum: John Coltrane, A Love Supreme: Live in Seattle (Impulse!)
- Jazzgruppe: Charles Lloyd & the Marvels
- Großes Jazz-Ensemble: Maria Schneider Orchestra
- Trompete: Ambrose Akinmusire
- Posaune: Michael Dease
- Sopransaxophon: Jane Ira Bloom
- Altsaxophon: Kenny Garrett
- Tenorsaxophon: Charles Lloyd
- Baritonsaxophon: Gary Smulyan
- klarinete: Anat Cohen
- Flöte: Nicole Mitchell
- Piano: Kris Davis
- Keyboard: Herbie Hancock
- Orgel: Joey DeFrancesco
- Gitarre: Mary Halvorson
- Bass: Ron Carter
- E-Bass: Steve Swallow
- Geige: Regina Carter
- Schlagzeug: Brian Blade
- Perkussion: Hamid Drake
- Vibraphon: Joel Ross
- Selten gespieltes Instrument: Tomeka Reid (Cello)
- Sängerin: Cécile McLorin Salvant
- Sänger: Kurt Elling
- Komponist: Maria Schneider
- Arrangeur: Maria Schneider
- Musiklabel: Blue Note Records
- Produzent: Zev Feldman
- Blues-Künstler oder Gruppe: Shemekia Copeland
- Blues Album: Christone “Kingfish” Ingram, 662 (Alligator)
- Beyond Artist or Group: Jon Batiste
- Beyond Album: Jon Batiste, We Are (Verve)

### Rising StarGewinner
- Jazz-Künstler: Melissa Aldana
- Jazzgruppe: James Brandon Lewis Red Lily Quintet
- Großes Ensemble: Ulysses Owens Jr. Big Band
- Trompete: Theo Croker
- Posaune: Alan Ferber
- Sopransaxophon: Roxy Coss
- Altsaxophon: Immanuel Wilkins
- Tenorsaxophon: Noah Preminger
- Baritonsaxophon: Mikko Innanen
- Klarinette: Rebecca Trescher
- Flöte: Logan Richardson
- Piano: Emmet Cohen
- Keyboards: James Francies
- Orgel: Delvon Lamarr
- Gitarre: Gilad Hekselman
- Bass: Reuben Rogers
- E-Bass: Lisa Dowling
- Geige: Macie Stewart
- Schlagzeug: Jonathan Blake
- Perkussion: Kate Gentile
- Vibraphon: Patricia Brennan
- Selten gespieltes Instrument: Hank Roberts (Cello)
- Sängerin: Camila Meza
- Sänger: Ben Williams
- Komponist: J. D. Allen III
- Arrangeur: Miho Hazama
- Produzent: Willie Jones III